# أول غونار بيترسن
أول غونار بيترسن هو ربان ‏ دنماركي، ولد في 30 ديسمبر 1934 في فريدريكسبرغ في الدنمارك.

## وصلات خارجية
- أول غونار بيترسن على موقع أوليمبيديا (الإنجليزية)